# Eroe della Repubblica Popolare Democratica di Corea
Il titolo di Eroe della Repubblica Popolare Democratica di Corea (공화국영웅?) è un titolo onorifico della Corea del Nord.

## Storia

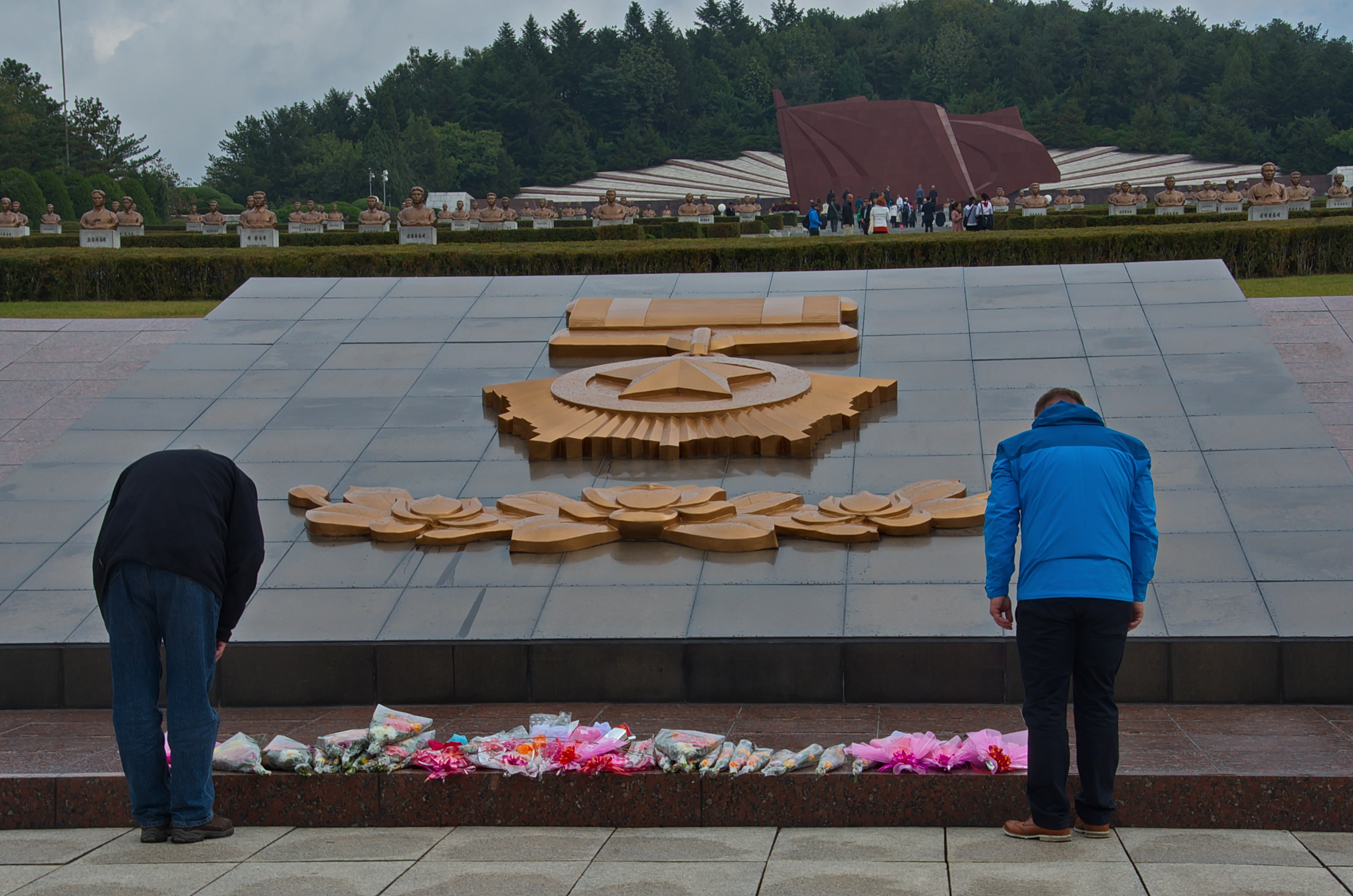
Rilievo raffigurante l'onorificenza al Cimitero dei Martiri Rivoluzionari.

Il titolo è stato istituito il 30 giugno 1950 con il nome di Eroe della Repubblica Popolare Coreana (조선인민공화국영웅?). È stato il primo titolo onorifico creato nel paese. Nonostante sia stato istituito solo cinque giorni dopo lo scoppio della guerra di Corea, la connessione sembra essere casuale. Durante il conflitto furono insignite del titolo 533 persone. Da allora, lo hanno ricevuto molte altre.
Poiché non esiste un ordine di precedenza concordato per titoli, ordini e medaglie nordcoreani non è possibile stabilire definitivamente la posizione del titolo di Eroe della Repubblica. Secondo il North Korea Handbook dell'agenzia di stampa sudcoreana Yonhap News Agency, la decorazione di Eroe della Repubblica è da porre al di sotto dell'Ordine di Kim Il-sung ma al di sopra del titolo di Eroe del Lavoro della Repubblica Popolare Democratica di Corea. Tuttavia, Martin Weiser classifica quest'ultimo come superiore.
Il distintivo è stato disegnato da Jong Chon-pa. Egli ha progettato anche le insegne della decorazione di Eroe del Lavoro della Repubblica Popolare Democratica di Corea, dell'Ordine della Bandiera Nazionale e l'emblema della Corea del Nord.

## Assegnazione
Generalmente, il titolo viene assegnato solo ai cittadini nordcoreani. Nella storia del paese sono stati premiati solo 21 stranieri tra i quali vi sono Peng Dehuai, Mao Anying, Josip Broz Tito, Fidel Castro, Pol Pot, Ziaur Rahman, Yasser Arafat e Muammar Gheddafi.
Il destinatario riceve la medaglia della Stella d'Oro e la I Classe dell'Ordine della Bandiera Nazionale. Inoltre nel suo paese natale viene eretto un suo busto.
Per la partecipazione alla guerra di Corea il titolo è stato assegnato a 481 militari dell'esercito nordcoreano.
La prima donna a ricevere questa onorificenza è stata Tae Song Hee, la prima donna pilota nella storia della Corea del Nord.
Tra i premiati vi sono nordcoreani di origine sovietica tra i quali sono da segnalare il generale Nikolai Nikolaevich Pak, il contrammiraglio Kim Chil Sen e il colonnello Vladimir An.
È possibile assegnare la decorazione più volte alla stessa persona. Kim Il-sung è stato insignito di questo premio tre volte e suo figlio Kim Jong-il quattro volte, l'ultima volta dopo la morte.
In alcuni casi, il titolo viene concesso postumo. Tra gli insigniti postumi vi è da segnalare Kim Jong-suk, la madre di Kim Jong-il. Nel 2005 l'onorificenza è stata assegnato postuma a una studentessa nordcoreana, Yoo Gen-hwa, morta in un incendio mentre salvava dal fuoco i suoi compagni e i ritratti di Kim Il-sung e Kim Jong-il.

## Insegne
- Il nastro è rosso con due strisce bianche ai lati.